# Eileen Gu
Eileen Feng Gu, également connue sous le nom de Gu Ailing Eileen (chinois : 谷爱凌), née le 3 septembre 2003 à San Francisco, est une skieuse acrobatique sino-américaine, concourant pour la Chine. Elle est à dix-huit ans la sensation chinoise des Jeux de Pékin 2022 en réalisant un exploit inédit : l'or en Big Air et en half-pipe et l'argent en slopestyle. Elle est également en 2021 double championne du monde en half-pipe et en slopestyle.

## Biographie
Née à San Francisco, Gu est la fille d'une mère chinoise, Yan Gu (chinois: 谷燕), et d'un père américain. Les médias chinois font parfois référence à son père comme étant un diplômé de l'université Harvard, mais il n'y a aucune trace publique de lui. Gu a refusé de commenter à son sujet. Elle commence le ski à seulement trois ans au Lac Tahoe. Elle parle couramment anglais et mandarin. Jeune, Gu s'envole chaque été pour Pékin pour suivre des cours de mathématiques. Pour pouvoir se concentrer sur les Jeux olympiques d'hiver de 2022, elle est autorisée à passer ses SAT Reasoning Test en avance, et elle y obtient 1 580 sur 1 600. Acceptée à l'université Stanford, elle y entre à l'automne 2022. Le surnom de Gu en Chine est « princesse grenouille », qu'elle utilise sur ses comptes de médias sociaux chinois,. Elle a assisté au Bal des Débutantes le 26 novembre 2022. En 2022, elle est classée par le magazine Forbes sur le podium des trois sportives qui ont gagné le plus d'argent.

## Carrière

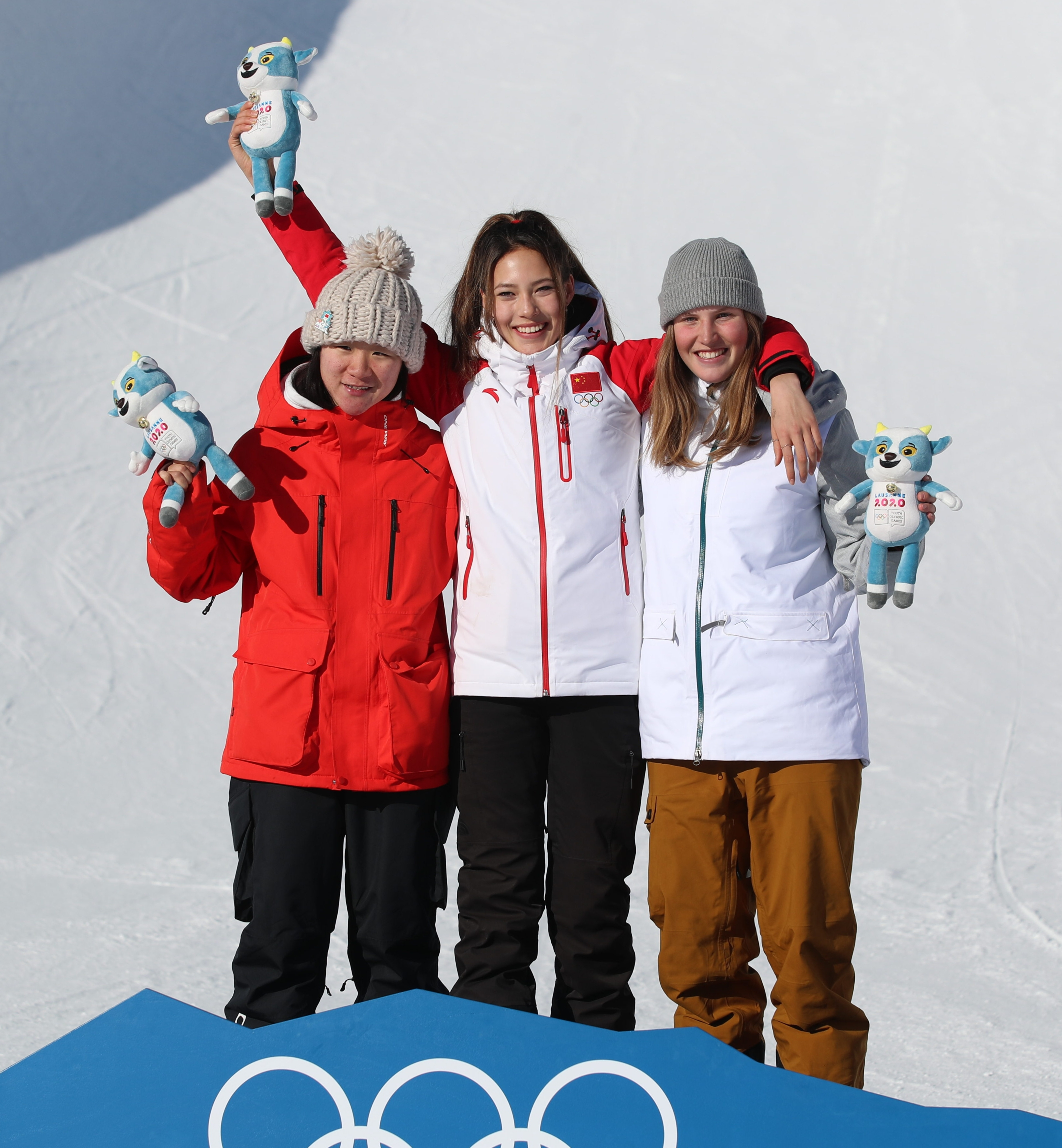
Li Fanghui, Eileen Gu (centre) et Hanna Faulhaber aux Jeux olympiques de la jeunesse d'hiver de 2020.

En 2019, elle participe à sa première Coupe du monde de ski acrobatique où elle remporte l'épreuve d'Alpe de Siusi le 19 janvier devant la Canadienne Megan Oldham et sa compatriote Julia Krass. Quelques jours auparavant, lors de l'étape de Font-Romeu le 12 janvier, elle termine à la deuxième place derrière la Suisse Sarah Höfflin. À la fin de la saison, elle monte sur la troisième marche du podium du classement général. Ayant fait ses débuts professionnels en concourant pour les États-Unis, elle opte finalement pour la nationalité sportive chinoise en 2019.
En 2020, Gu Ailing participe aux Jeux olympiques de la jeunesse d'hiver à Lausanne où elle remporte l'or en half-pipe et big air ainsi que l'argent en slopestyle. Quelques semaines plus tard, lors de l'étape à Calgary de la Coupe du monde 2019-2020, elle remporte l'épreuve du slopestyle, vingt-quatre heures après avoir remporté celle du halfpipe. Elle est la seule athlète à avoir réussi le doublé lors d'une étape de coupe du monde.
En entrant dans la liste des 30 personnalités de moins de 30 ans les plus importantes de l'année par la version chinoise du magazine Forbes en 2020, elle devient la plus jeune personne à y être listée. En 2022, elle a été classée par le magazine Forbes comme la troisième sportive la mieux payée au monde. En 2023, Gu était la deuxième sportive la mieux payée au monde. Elle était la troisième sportive la mieux payée au monde en 2024.
En janvier 2021, elle remporte trois médailles lors des Winter X Games XXV pour sa première participation : deux d'or (superpipe et slopestyle) et une de bronze (big air),. Lors des Mondiaux 2021, Gu Ailing remporte deux médailles d'or, sur le half-pipe le 12 mars puis sur le slopestyle deux jours plus tard. Ce sont les deux premiers titres mondiaux de la Chine dans ces deux disciplines.
Gu Ailing devient la première championne olympique du Big air lors de l'introduction de cette discipline aux Jeux olympiques d'hiver de 2022. Quelques jours plus tard, elle remporte également l'or sur le half-pipe et l'argent sur le slopestyle. L'entraîneur personnel de Gu pour les Jeux olympiques d'hiver de 2022 était l'ancien entraîneur de ski suisse Misra Noto Torniainen, qui avait entraîné les médaillées olympiques Sarah Höfflin et Mathilde Gremaud. À 18 ans et 159 jours, Gu devient la plus jeune triple médaillée de l'histoire des Jeux olympiques d'hiver.

## Commandites
Avant le début des Jeux olympiques d'hiver de 2022, Gu était le visage de plusieurs marques en Chine. Gu a promu des marques chinoises dans les domaines du sport, de la mode et de la banque. Certains de ses partenariats en Chine incluent Mengniu, Luckin Coffee, JD.com, China Mobile, People's Insurance Company of China, Bank of China et Anta Sports. En 2021, il a été rapporté qu'elle avait gagné plus de 30 millions de dollars américains en contrats de publicité et de promotion,,. Selon les médias, ses honoraires moyens par recommandation sont passés de 1 million de dollars en 2021 à 2 à 2,5 millions de dollars en 2022,. Gu a également figuré dans des campagnes pour des marques de luxe occidentales telles que Louis Vuitton Malletier et Tiffany & Co.

## Vie personnelle
Gu parle couramment le chinois mandarin et l'anglais,. Elle joue du piano comme hobby. En mai 2022, Gu a déclaré qu'elle s'était convertie au bouddhisme.
Lors des Jeux olympiques d'été de 2024, Gu et Léon Marchand ont été filmés en train de danser et de se rapprocher l'un de l'autre dans une boîte de nuit. La vidéo est devenue virale sur les réseaux sociaux,,.

### Nationalité
En 2019, Gu a annoncé qu'elle changerait d'affiliation nationale, passant de la compétition pour les États-Unis à la compétition pour la Chine en 2022. Elle a annoncé ce changement en déclarant qu'à travers le ski, elle espère « contribuer à inspirer des millions de jeunes » en Chine et « unir les gens, promouvoir une compréhension commune, créer une communication et forger des amitiés entre les nations ».
La nationalité de Gu a suscité une attention considérable. Gu a refusé de révéler sa nationalité. La loi chinoise sur la nationalité ne reconnaît pas la double nationalité et le consulat général de Chine à New York a déclaré à la BBC que Gu aurait dû être naturalisée ou avoir obtenu le statut de résidente permanente en Chine pour pouvoir concourir dans l'équipe,. Dans le même article, il a été rapporté que le ministère chinois de la Justice a élargi en 2020 les règles pour les étrangers, permettant aux personnes ayant obtenu une reconnaissance internationale dans le sport, la science, la culture et d'autres domaines d'obtenir la résidence permanente. Dans une interview avec ESPN en 2021, elle a déclaré: « Depuis que je suis petite, j'ai toujours dit que lorsque je suis aux États-Unis, je suis américaine, mais lorsque je suis en Chine, je suis chinoise ».

## Palmarès

### Jeux olympiques
| Épreuve / Édition | Slopestyle                         | Halfpipe                       | Big Air                        |
| JO 2022 Pékin     | Médaille d'argent, Jeux olympiques | Médaille d'or, Jeux olympiques | Médaille d'or, Jeux olympiques |

### Championnats du monde
| Épreuve / Édition   | Slopestyle | Halfpipe | Big Air |
| Mondiaux 2021 Aspen | Or         | Or       | Bronze  |

### Coupe du monde
- 1 gros globe de cristal :
  - Vainqueure du classement Freeski Park & Pipe en 2022.
- 2 petits globe de cristal :
  - Vainqueure du classement halfpipe en 2022 et 2024.
- 24 podiums dont 18 victoires.

| Saison / Épreuve | Big air           | Slopestyle    | Half-pipe                                   | Total |
| ---------------- | ----------------- | ------------- | ------------------------------------------- | ----- |
| 2018-2019        |                   | Alpe de Siusi |                                             | 1     |
| 2019-2020        |                   | Calgary       | Calgary                                     | 2     |
| 2021-2022        | Steamboat Springs |               | Copper Mountain Calgary x2 Mammoth Mountain | 5     |
| 2022-2023        |                   |               | Calgary x2                                  | 2     |
| 2023-2024        |                   |               | Secret Garden Copper Mountain Calgary (x2)  | 4     |
| 2024-2025        |                   | Laax          | Cardrona Secret Garden Copper Mountain      | 4     |
| Total            | 1                 | 3             | 14                                          | 18    |

### X Games
| Epreuve / Edition | Slopestyle | Superpipe | Big Air |
| ----------------- | ---------- | --------- | ------- |
| Aspen 2024        |            | Or        |         |
| Aspen 2021        | Or         | Or        | Bronze  |

## Distinctions
- 2020 : 30 Under 30 de Forbes China[17]